# Wolf Danny Homann
Wolf Danny Homann (* 1990 in Bielefeld) ist ein deutscher Schauspieler.

## Leben
Wolf Danny Homann, der bereits in der Grundschule schauspielerisch hervortrat, wuchs mit drei Geschwistern in Jöllenbeck auf und besuchte die Martin-Niemöller-Gesamtschule, wo er Mitglied der Theater-AG war. Erste Bühnenerfahrungen sammelte er am Theater Bielefeld.
Seine Schauspielausbildung erhielt er am Lee Strasberg Theatre & Film Institute in Los Angeles und von 2013 bis 2017 an der Universität Mozarteum Salzburg, wo er sich im Auswahlverfahren gegen 1.000 Mitbewerber durchsetzen konnte. In der Spielzeit 2012/13 war er Ensemblemitglied der „Jungen Burg“ am Burgtheater Wien, wo er in In 80 Tagen um die Welt (Regie: Annette Raffalt) spielte. Ab 2013 studierte er Schauspiel an der Universität Mozarteum in Salzburg, wo er Rollenunterricht bei Peter Lohmeyer, Max Simonischek und Ulrike Arnold hatte. Außerdem erhielt er am Mozarteum Unterricht von Caroline Link. Während des Studiums trat Homann u. a. in den Jahren 2013/2014 bei den Salzburger Festspielen, und am Volkstheater Wien in Der Marienthaler Dachs (2015, Regie: Volker Lösch) und am Landestheater Salzburg (2015) auf. Seit 2016 gehört Homann zum Ensemble des Düsseldorfer Schauspielhauses. Dort spielte er u. a. den Stadthauptmann von Potsdam, Heinrich von Geusau, in Michael Kohlhaas (2017, Regie: Matthias Hartmann) und den Hakenfinger-Jaob in Brecht/Weills Die Dreigroschenoper (2017, Regie: Andreas Kriegenburg).
Homann stand auch für Film- und Fernsehproduktionen vor der Kamera. Er wirkte in mehreren Kurzfilmen mit. Für das Kino arbeitete er u. a. mit Ben Verbong, Frederik Füssel und Philipp Kadelbach. In Matthias Hartmanns Multimedia-Filmprojekt Die Räuber (2016) spielte Homann die Figur des Roller, den loyalen Freund Karl Moors. In dem Independentfilm Frosch, Schenkel und Prinzen (2017), der eine Gruppe Studenten zeigt, die im Rahmen eines ethnologischen Experiments zwei Wochen lang, auf sich alleine gestellt, ohne Strom und Gas, in einem germanisch-teutonischen Dorf überleben müssen, spielte die männliche Hauptrolle des Ralf. 2018 wurde er für seine Darstellung bei der Mostra del Cinema di Taranto als „Bester Hauptdarsteller“ ausgezeichnet.
Im Kölner Tatort: Weiter, immer weiter (Erstausstrahlung: Januar 2019) spielte er den drogenabhängigen Kleinkriminellen Pascal Pohl. In der 17. Staffel der ZDF-Fernsehserie SOKO Köln (März 2019) übernahm Homann, an der Seite von Stephan Bissmeier und Felix Everding, eine der Episodenhauptrollen als junger, mittelmäßig begabter Rechtsanwalt Hubertus Windmüller. Im Polizeiruf 110: Die Lüge, die wir Zukunft nennen (Dezember 2019) stand er an der Seite von Verena Altenberger als Ermittler der Börsenaufsicht vor der Kamera. Dabei zeigten die beiden „eine der ungewöhnlichsten Liebesszenen, die es im deutschen TV zu sehen gab“. In der 6. Staffel der TV-Serie In aller Freundschaft – Die jungen Ärzte (2020) übernahm er eine der Episodenhauptrollen als vielbeschäftigter Jungunternehmer und Ehemann einer Patientin, die sich bereits zahlreichen Operationen unterziehen musste. In der 17. Staffel der ZDF-Serie SOKO Wismar (2020) übernahm Homann eine der Episodenrollen als tatverdächtiger Ex-Freund einer ermordeten jungen Grundschullehrerin. In der 7. Staffel der ZDF-Serie Bettys Diagnose (2021) übernahm er eine der Episodenhauptrollen als Patient Norman, der eine lebensgroße Gummipuppe plötzlich für seine Freundin Dolores hält. In der 16. Staffel der ZDF-Serie Der Staatsanwalt (2021) spielte Homann einen trauernden Vater, der durch eine unsachgemäße Elektroinstallation fahrlässig den Tod seines neunjährigen Sohnes verursacht hat. Im 12. Film der Krimireihe Der Zürich-Krimi mit dem Titel: Borchert und die Zeit zu sterben (2021) war Homann als Investbanker Michel Sutter und Sohn eines plötzlich verstorbenen Uhrenherstellers zu sehen.
Homann gehörte zu den Gründern des Vereins „Die Filmstadt Baden“ zur Förderung junger Filmschaffender und Filmschauspieler.
Homann lebt in Köln in der Nähe des Hauptbahnhofs.

## Filmografie (Auswahl)
- 2012: Gewissenskrieg (Kurzfilm)
- 2015: Die Trapp Familie – Ein Leben für die Musik (Kinofilm)
- 2016: Die Räuber (Fernsehfilm)
- 2017: Frosch, Schenkel und Prinzen (Kinofilm)
- 2018: So viel Zeit (Kinofilm)
- 2019: Tatort: Weiter, immer weiter (Fernsehreihe)
- 2019: Marie Brand und der Reiz der Gewalt (Fernsehreihe)
- 2019: SOKO Köln (Fernsehserie, Folge Unter Freunden)
- 2019: Polizeiruf 110: Die Lüge, die wir Zukunft nennen (Fernsehreihe)
- 2020: In aller Freundschaft – Die jungen Ärzte (Fernsehserie, Folge Gefühlssache)
- 2020: SOKO Wismar (Fernsehserie, Folge Die Sprache der Wunden)
- 2021: Wilsberg – Unser tägliches Brot (Fernsehreihe)
- 2021: Bettys Diagnose (Fernsehserie, Folge Das Unwetter)
- 2021: Der Staatsanwalt (Fernsehserie, Folge Schlag auf Schlag)
- 2021: Der Zürich-Krimi: Borchert und die Zeit zu sterben (Fernsehreihe)
- 2021: Wild Republic (Fernsehserie)
- 2021: Väter allein zu Haus: Timo (Fernseh-Minireihe)
- 2021: Mord in der Familie – Der Zauberwürfel
- 2022: Im Westen nichts Neues (Kinofilm)
- 2022: SOKO Köln (Fernsehserie, Folge Der Pakt)
- 2022: Nazijäger – Reise in die Finsternis (TV-Dokudrama)
- 2023: German Crime Story: Gefesselt (Miniserie, sechs Folgen)
- 2023: Haus Kummerveldt (Fernsehserie, sechs Folgen)
- 2023: Domina
- 2023: SOKO Leipzig (Fernsehserie, Folge Wenn du schläfst)
- 2024: In aller Freundschaft – Die jungen Ärzte (Fernsehserie, Folge Durchkreuzt)
- 2024: Die Neue und der Bulle: Versteck am Fluss (Fernsehreihe)
- 2024: Morden im Norden (Fernsehserie, Folge Verschwunden)
- 2024: Jenseits der Spree (Fernsehserie, drei Folgen)
- 2025: Notruf Hafenkante (Fernsehserie, zwei Folgen)
- 2025: WaPo Duisburg (Fernsehserie, Folge Abschied einer Junggesellin)